# Ljuva sextital
"Ljuva sextital" är en sång skriven av Benny Andersson, Stikkan Anderson och Björn Ulvaeus. Den spelades ursprungligen in med Brita Borg, som 1969 släppte den på singel med låten "Jan Öiwind Swahn" som B-sida och Sven-Olof Walldoffs orkester som musiker. I hennes inspelning låg melodin på Svensktoppen i 20 veckor under perioden 1 juni-12 oktober 1969, som bäst på andra plats.
Sven-Olof Walldoffs orkester spelade själva 1972 in låten på sitt studioalbum Säj det med en sång.
Sångtexten summerar 1960-talet, som det inte var mycket kvar av då låten släpptes. Dessutom blickar den ungefär 20 år framåt i tiden, till åren kring 1990. Fastän låten släpptes före människans första landstigning på månen i juli 1969 finns referenser till resan, som var planerad. Rymdkapplöpningen pågick och månen hade rundats av USA med Apollo 8 i december 1968, dock utan någon landning.